# Kim Larsen
Ej att förväxla med Kim Larsen i bandet Of the Wand & the Moon.
Kim Melius Flyvholm Larsen, född 23 oktober 1945 i Köpenhamn, död 30 september 2018 i Odense, var en dansk rock- och pop-trubadur, musiker och låtskrivare. Kim Larsen har som soloartist sålt över 3 miljoner skivor. Larsen var sångare i det danska rockbandet Gasolin'.

## Biografi
Gasolin' släppte sin första skiva 1971 som fick namnet Gasolin'. Sedan släppte gruppen en skiva varje år fram till hösten 1977 då Gør det noget släpptes. Efter diskussioner i bandet valde man att upplösas under 1978. Gasolin' avslutade med att göra en stor Nordenturné och sista konserten ägde rum i Folkets park i Malmö den 21 augusti. Man spelade även en konsert i Stockholm på Johanneshovs isstadion som filmades av dansk tv. Fyra år senare, i december 1982, stod Kim Larsen och övriga i Gasolin' på scen tillsammans för sista gången. Man spelade tre utsålda konserter i KB-hallen i Köpenhamn. 
Larsen som hade börjat med sin karriär som soloartist efter upplösningen av Gasolin' hade redan 1973 släppt sitt första soloalbum Værsgo, som 2006 fick en plats i Danmarks kulturkanon.[källa behövs] Larsen släppte Midt om natten (1983) som är den mest sålda skivan i Danmark någonsin.[källa behövs] Larsen medverkade även i filmen med samma namn som blev en stor succé i Danmark. 2002 kom en diskografi ut om Kim Larsen som Peder Bundgaard skrivit. Boken handlar om Larsens barndom till åren med Kjukken. 2006 kom dokumentärfilmen om Larsens första grupp Gasolin' ut och är idag den mest sedda dokumentärfilmen i dansk historia.[källa behövs]
Under 1980- och början på 1990-talet spelade Larsen tillsammans med kompbandet Bellami. Larsen samarbetade 1992 med Mats Ronander och den svenske producenten Max Lorentz på albumet Himlen gråter för Elmore James. Lorentz producerade dessutom albumen Kim Larsen & Kjukken (1996) och Luft under vingerne (1998). 1994 flyttade Larsen från Köpenhamn till Odense tillsammans med sin fru Lizelotte. 1995 bildades kompbandet Kjukken med Karsten Skovgaard, sologitarr, Jesper Rosenqvist, trummor (1995–2014), Bo Gryholt, bas (1995–2002), Jesper Haugaard, bas (2004–) och Jens Langhorn, trummor (2015–).
I Danmark anser man att Sange fra glemmebogen (2001) var Larsens comeback till den nivå han höll under Gasolin' och skivorna Midt om natten och Forklaedt som voksen.[källa behövs] År 2007 genomförde Larsen & Kjukken en utsåld Nordenturné där de spelade i Danmark, Norge, Sverige, Island, Grönland och Färöarna.
I Sverige är Live i Skandinavien (1978) och samlingsskivan Masser af Succes (2009) de mest sålda skivorna med Kim Larsen.[källa behövs] Under sin karriär fick Larsen många priser och utmärkelser för sin musik. Larsen släppte i maj 2010 sin första soloplatta (Mine damer og herrer) sen 1994 och Hvem kan sige nej til en engel.
2014 genomgick Kim Larsen en ryggoperation, vilket gjorde att han fick ställa in en kortare akustisk turné i Kina. Han skulle ha spelat tre konserter för skandinaver bosatta där. Efter operationen och ett uppehåll från spelandet så var han tillbaka på scenen i början av 2015, men sittande ner under konserterna. 
Därefter fortsatte han att turnera flitigt i Skandinavien och släppte i april 2017 sitt sista studioalbum Øst for Vesterled. Han var gift tre gånger.

### Sjukdom och död
Den 19 december 2017 lades Larsen in på sjukhus, och den 3 januari 2018 meddelades det att han hade fått prostatacancer och att han skulle få behandling för denna. En planerad vinterturné januari–mars 2018 ställdes in på grund av cancerbehandlingen, men sommarturnén genomfördes enligt plan. Dock ställdes alla konserter i Norge in. Sju konserter på tio dagar skulle ta för mycket på krafterna och uppehållet gjorde att Larsen fick vila och därefter fortsätta att fullfölja sin sommarturné. Hans sista konsert var den 25 augusti 2018. Den 30 september 2018 dog Larsen av prostatacancer, 72 år gammal.

### Rökning
Kim Larsen var en uttalad motståndare till förbud mot tobaksrökning i offentliga miljöer och rökte själv konsekvent under sina konserter.

## Diskografi

### Kim Larsen
- 1973 – Værsgo
- 1978 – Vogt dem for efterligninger (Live); Under namnet Starfuckers släppte han och Stig Møller detta livealbum.
- 1978 – Kim Larsen & Yankee drengerne  (Inspelad i Atlanta, USA)
- 1979 – 451023-0637 (Live) ; 231045-0637 var den ursprungliga albumtiteln när den gavs ut i Danmark.
- 1981 – Jungle Dreams
- 1982 – Sitting on a timebomb
- 1983 – Midt om natten
- 1984 – Kim i cirkus (Live)
- 1994 – Hvem kan sige nej til en engel
- 1995 – Guld & grønne skove (Greatest Hits)
- 2007 – En lille pose støj (Live)
- 2010 – Mine Damer Og Herrer
- 2019 – Sange fra første sal

### Kim Larsen & Bellami
- 1986 – Forklædt som voksen
- 1988 – Yummi Yummi
- 1989 – Kielgasten
- 1992 – Wisdom is sexy

### Kim Larsen & Kjukken
- 1996 – Kim Larsen & Kjukken
- 1998 – Luft under vingerne
- 2000 – Weekend Music
- 2002 – Sange fra glemmebogen
- 2002 – Det var en torsdag aften (Live)
- 2003 – 7-9-13
- 2006 – Gammel Hankat
- 2013 – Du glade verden
- 2017 – Øst for vesterled